# Mobilité active

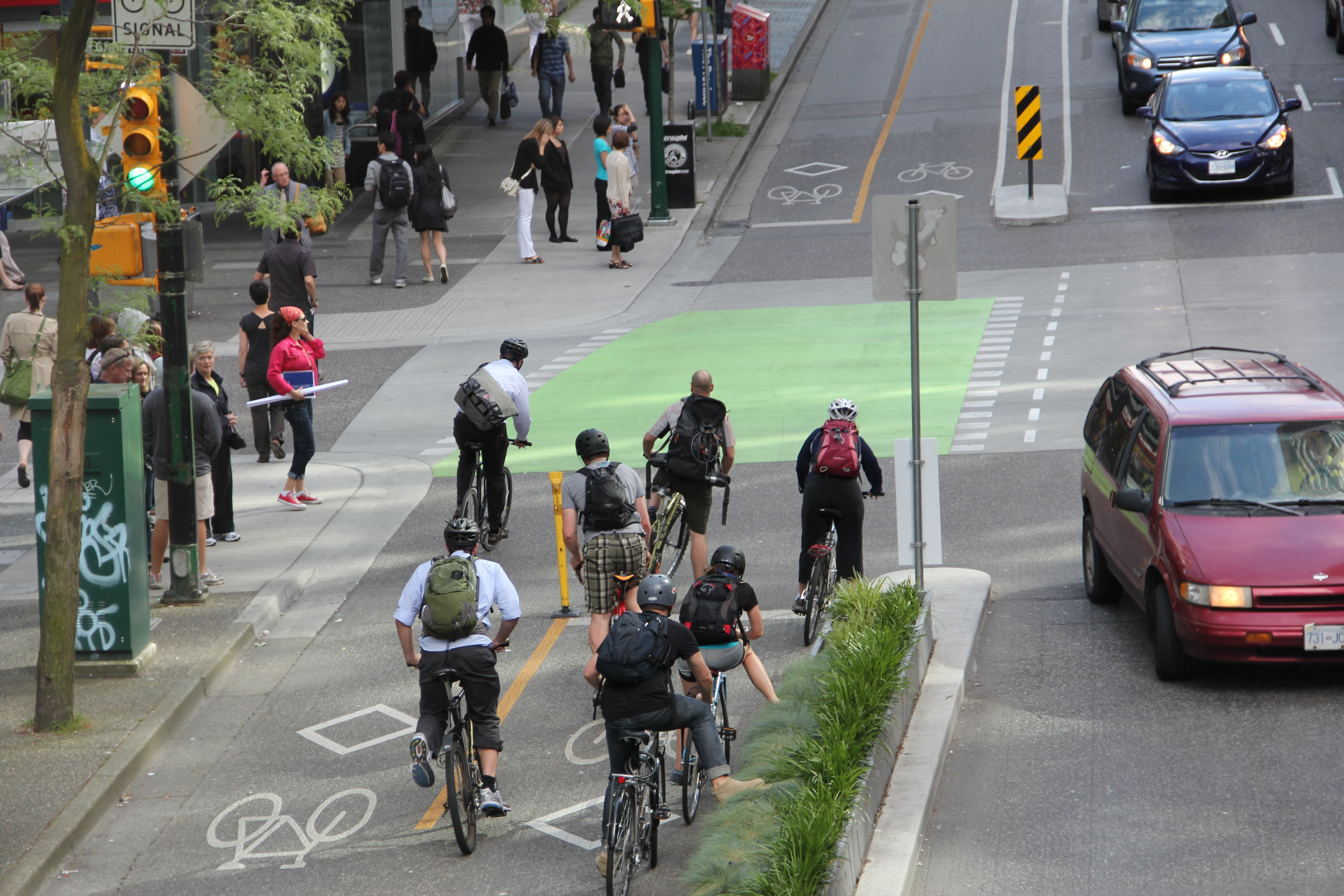
Piste cyclable protégée de la rue Dunsmuir à Vancouver.

La mobilité active, ou mobilité douce, est une forme de transport de personnes, et parfois de biens, qui n'utilise que l'activité physique humaine comme source d'énergie. Les formes de mobilité active les plus connues sont la marche à pied et la bicyclette, mais d'autres modes de transport, tels que le skateboard, la trottinette, les rollers ou les patins à roulettes, sont aussi des formes de mobilité active. Cette forme de transport relève du concept plus général d'écomobilité, car son empreinte environnementale est minimale. Elle est également encouragée par les pouvoirs publics dans leur lutte contre la sédentarité et l'obésité, enjeu de santé publique majeur dans les pays développés.

## Études

### Santé
Des études médicales montrent que la mobilité active améliore la santé des personnes qui y ont recours,.
La sédentarité, encore plus que le manque d’activité physique, est un enjeu de santé publique majeur, en particulier chez les enfants et les adolescents. Une des meilleures façons d’atteindre les objectifs minimaux préconisés par l'Organisation mondiale de la santé (OMS) est de pratiquer, pour les jeunes de 5 à 17 ans, une activité physique d’intensité modérée à soutenue, principalement d’endurance, pendant soixante minutes au moins trois fois par semaine, et pour les adultes de 18 à 64 ans, au moins 150 à 300 minutes par semaine à une activité d’endurance d’intensité modérée, ou au moins 75 à 150 minutes d’activité d’endurance d’intensité soutenue.

### Environnement

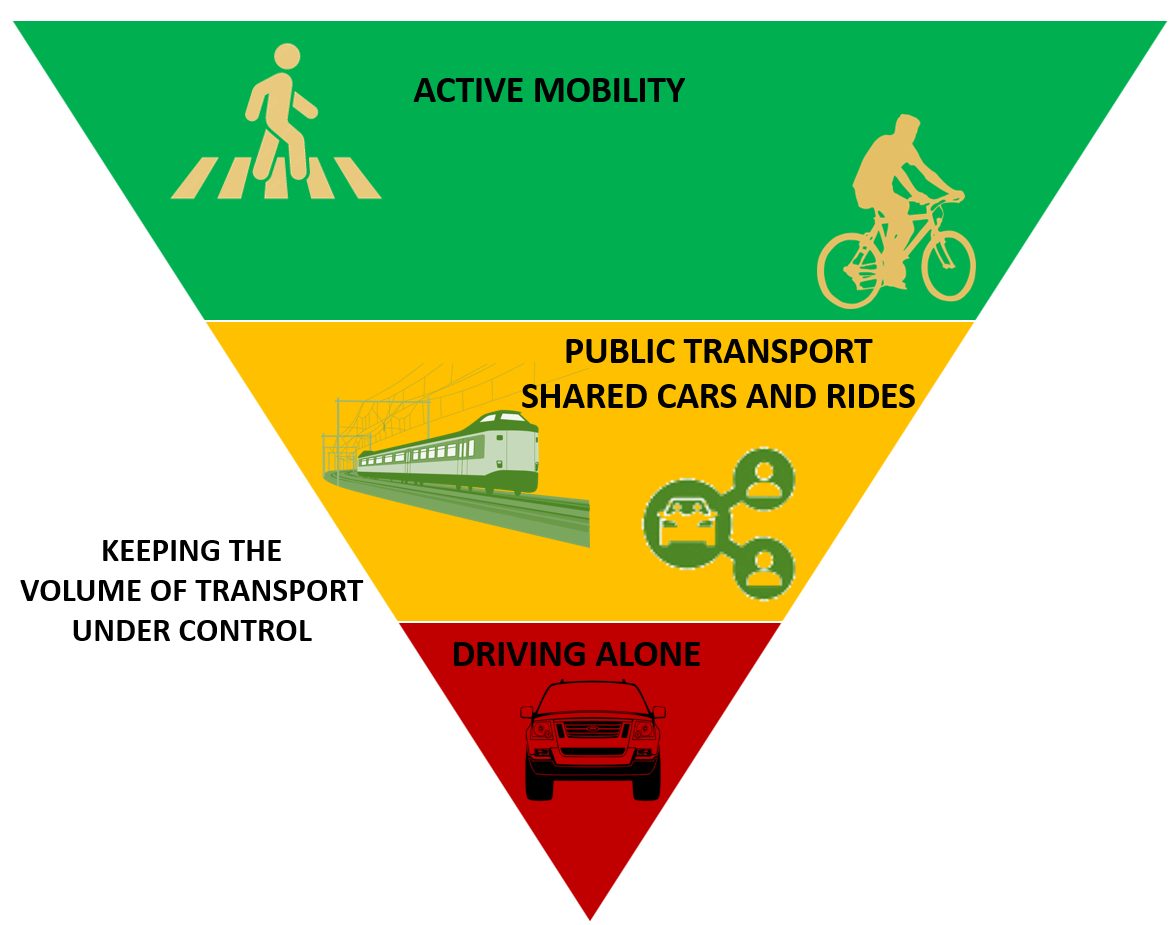
Pyramide inversée de la mobilité, proposée par le projet européen Share North,.

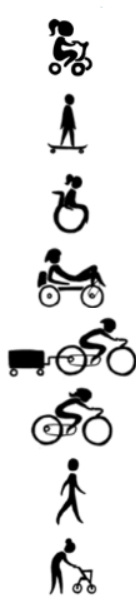
Divers modes de mobilité active, représentés par des pictogrammes.

Le développement des mobilités actives permet de réduire la consommation d'énergie d'origine fossile et la pollution de l'air qui lui est associée. Les émissions de gaz à effet de serre de la marche et du vélo sont considérées inférieures à celles de tous les modes de transport motorisés par le site Impact CO2 mis en place par le gouvernement français.
Une étude de 2021 portant sur sept villes européennes conclut que les changements individuels en matière de déplacements actifs réduisent significativement les émissions de carbone sur l’ensemble du cycle de vie, même dans des contextes urbains européens où les parts de la marche et du vélo sont déjà élevées. Une augmentation de la pratique du vélo ou de la marche réduit de manière constante et indépendante les émissions de CO2 liées à la mobilité sur l’ensemble du cycle de vie. Par exemple, une personne moyenne remplaçant un trajet en voiture par un trajet à vélo une fois par jour pendant 200 jours par an réduirait ses émissions de CO2 liées à la mobilité d’environ 0,5 tonne par an.

### Activité économique
L'idée que les mobilités douces menacent le commerce de proximité est répandue chez les commerçants, mais elle est erronée. Les études sur la mobilité des clients des commerces de centre-ville par exemples menées à  Nancy, Rouen ou Lille montrent que les commerçants surestiment systématiquement l’usage de l’automobile par leurs clients. En réalité :
- la majorité des clients vivent à proximité de ces commerces : 84 % des habitants des grands centres urbains et 82 % de deux des villes moyennes achètent majoritairement dans leur ville-centre, alors que peu de résidents de la périphérie (13 % environ dans les grandes villes, et 25 % environ dans les villes moyennes) se rendent en ville pour y faire leurs courses ;
- ils viennent majoritairement à pied, en transports collectifs ou à vélo ; « à Lille, la marche constitue ainsi le mode de déplacement de 42 % des clients, les transports en commun 28 % et la voiture 21 % ; à Nantes, ces parts s’élèvent respectivement à 27 %, 38 % et 21 % ; à Saint-Omer, qui ne compte que 13 000 habitants, près de 40 % des clients viennent à pied et 60 % en voiture. Si elle est minoritaire, la marche reste bien présente » ; c'est d'autant plus vrai que la ville est grande : à Paris, seuls 5 % des gens utilisent une voiture pour aller faire leurs courses en centre-ville ;
- la majorité des clients souhaite des espaces apaisés, et une place restreinte pour la voiture.

Selon Mathieu Chassignet (Agence de l'environnement et de la maîtrise de l'énergie), en France, en réduisant le nombre de places de parking en centre-ville, on ne tue pas le petit commerce : les statistiques montreraient même plutôt l’inverse : en rendant la ville plus agréable, la fréquentation des commerces augmente.

### Enfance
La mobilité active des enfants est en retrait depuis quelques décennies, ce qui a des conséquences négatives sur leur santé physique et mentale et entraîne une augmentation de l'obésité.

## Évolution en France
En France, les préconisations de l'OMS sont reprises par l'Observatoire national de l’activité physique et de la sédentarité (ONAPS), dépendant du ministère des Sports et sis à Clermont-Ferrand.
Selon des enquêtes nationales de transport et déplacement menées en 1982, 1994 et 2008, la part de la marche à pied dans les déplacements a fortement baissé de 1982 à 1994. Une petite baisse est observée de 1994 à 2008. En 2008, l'usage du vélo s'était urbanisé et concernait moins les ouvriers et davantage les cadres. Le vélo était plus masculin, tandis que la marche à pied était surtout urbaine et féminine. Au cours de cette période, les mobilités actives sont avant tout remplacées par l'automobile, qui connait un fort essor au cours du XXe siècle.
Une enquête sur la mobilité des personnes conduite en 2019 révèle que la part de l'utilisation des mobilités actives augmente dans les grandes villes en France, notamment à Paris. En 2019, la marche est le second mode de transport après la voiture, et sa part est en légère augmentation depuis dix ans. La bicyclette représentait 2,7 % des déplacements en 2008 comme en 2019.
Simultanément, les mesures en faveur de la réduction de la place de la voiture en ville, y compris de la réduction des places de stationnement, gagnent en popularité.

### Le vélo
En matière de mobilités actives, la part modale du vélo dans la mobilité du quotidien est faible, et même inférieure à celle de la marche (aussi bien en nombre de déplacements qu'en kilomètres parcourus).
En juillet 2023, le Secrétariat général à la Planification écologique français publie un plan qui prévoit le développement des pistes cyclables en France. Aux termes de ce plan, le réseau devrait passer de 57 000 à 150 000 km d'ici 2030, contre 100 000 km prévus pour la même date par le plan vélo publié en mai 2023,.

### Transports collectifs
En France, l'utilisation des transports collectifs est beaucoup plus souvent combinée à la marche à pied que les autres modes de transport. Chaînon indispensable de l'intermodalité, la marche joue le « rôle de liant ».

## Allemagne
À Karlsruhe, une expérience est menée à deux carrefours : le feu est toujours vert pour les piétons et les cyclistes. C'est une première en Allemagne.